# St. Stephanus (Kleinosterhausen)

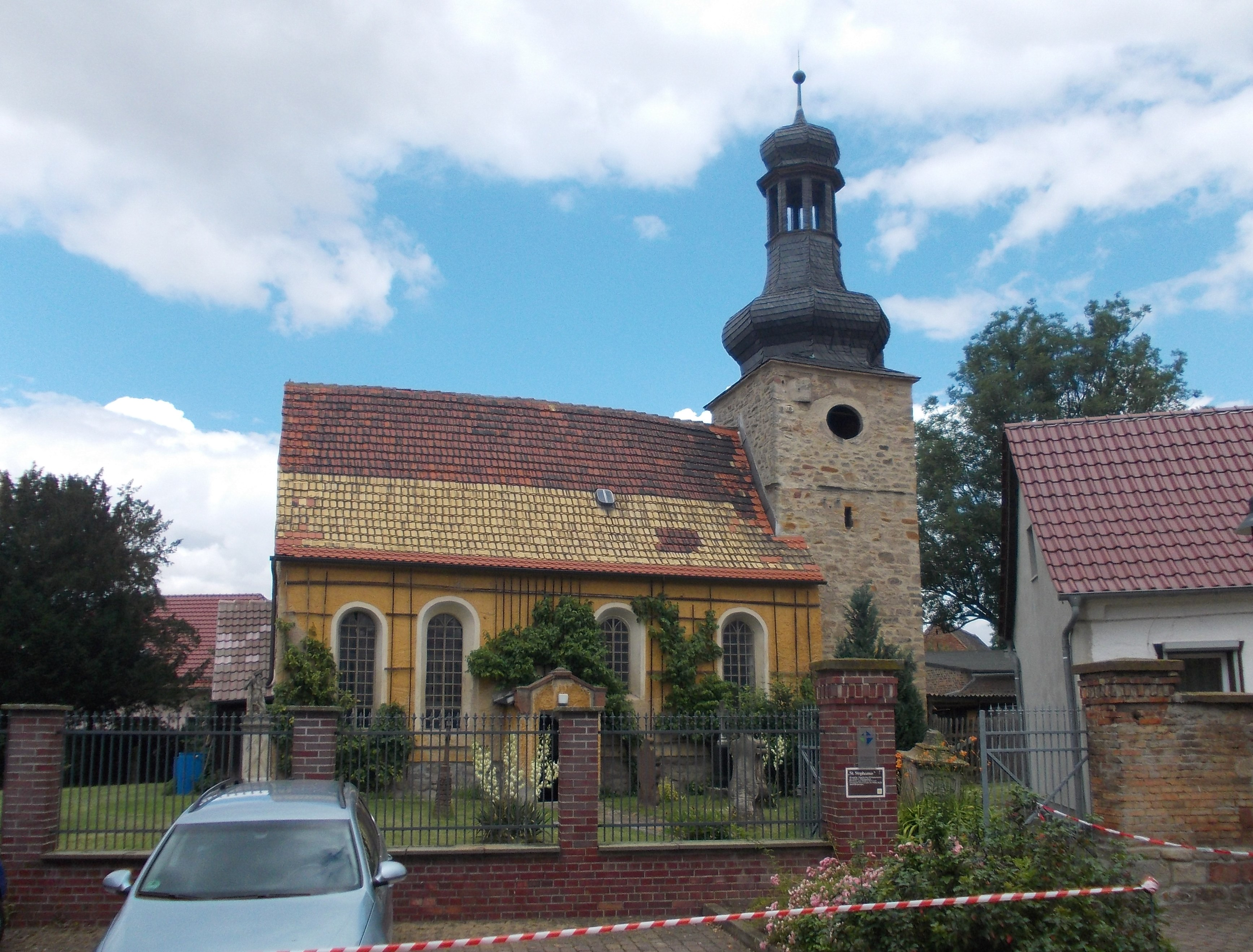
St. Stephanus (Südansicht)

Die evangelische Kirche St. Stephanus ist eine barocke, im Kern romanische Saalkirche im Ortsteil Kleinosterhausen der Lutherstadt Eisleben im Landkreis Mansfeld-Südharz in Sachsen-Anhalt. Sie gehört zur Kirchengemeinde Osterhausen im Kirchspiel Querfurt im Kirchenkreis Merseburg der Evangelischen Kirche in Mitteldeutschland.

## Geschichte
Um 1180 wurde eine erste Kapelle auf dem Wirtschaftshof des Zisterzienserklosters Sittichenbach als Filiale selbigen Klosters errichtet. Diese wurde 1239 durch eine größere Holzkirche und um 1260 durch einen romanischen Steinbau in Form einer Chorturmkirche ersetzt. Um 1500 wurde die romanische Apsis entfernt. Um 1701 wurden das Kirchenschiff vergrößert und eine oktogonale Glockenstube samt welscher Haube auf den Turm aufgesetzt. Zu dieser Zeit wurde St. Stephanus Filialkirche von St. Wigbert in Großosterhausen. Zwischen 1701 und 1714 entstand die heutige barocke Innenausstattung. Um 1930 erfolgte eine schlichte Erneuerung der Ausmalung, welche mit dem gesamten Bauwerk 1976/77 restauriert wurde. Derzeit ist die Kirche baulich gesichert, wird aber kaum genutzt.

## Architektur und Ausstattung
Die Kirche ist ein einschiffiger, im Kern romanischer und barock überformter Saalbau. Der Turm im Osten besitzt ein Untergeschoss bzw. einen Chorraum mit schlichtem Kreuzgewölbe. Darüber erhebt sich eine oktogonale Glockenstube mit schiefergedeckter welscher Haube und Laterne. Die Schallfenster sind als Ovale angelegt. Das rechteckige Kirchenschiff ist im Gegensatz zum Turm verputzt und besitzt ein Satteldach sowie große, rundbogige Fenster. In der Nordwand des Turmes sind zwei vermauerte bauzeitliche Öffnungen vorhanden.

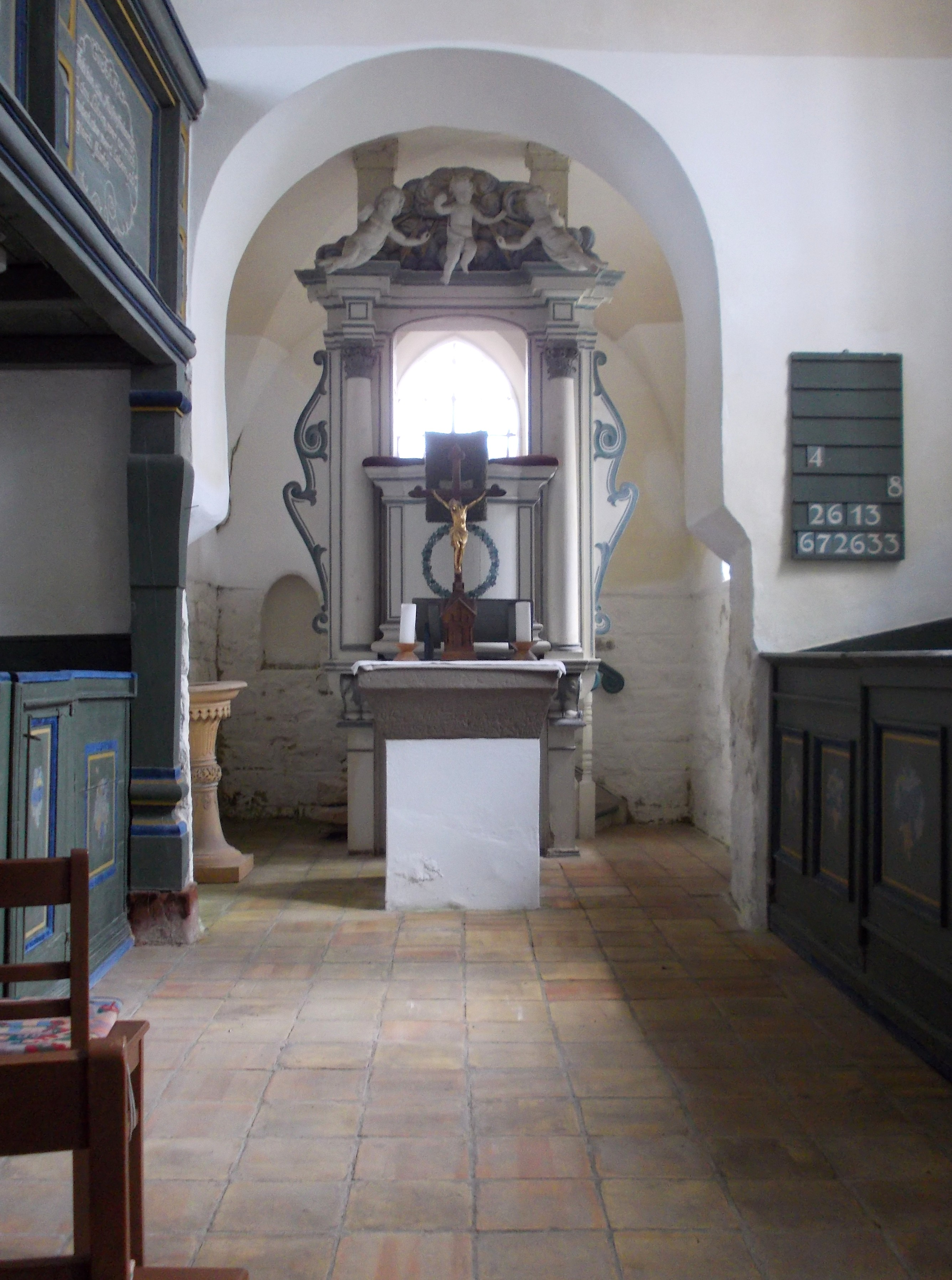
Kanzelaltar

Der Innenraum wird von einer verputzten Muldendecke im Kirchenschiff und einem Kreuzgewölbe im Altarraum überspannt. Dort finden sich zwei romanische, rundbogige Sakramentsnischen. Der Kanzelaltar ist in schlichten barocken Formen gehalten. Er ist mit seitlichen Schnitzwangen versehen. Über dem Schalldeckel erheben sich Wolkenzier und Putten. Am Kanzelkorb ist heute ein Lorbeerkranz aufgemalt. Der Altartisch steht frei davor. Rechts des Altars ist ein schlichtes Ältestengestühl angebracht. Die Empore umfasst L-förmig den Raum und ist eingeschossig. Im Westen schwingt sie balustradenartig nach vorne. Die Flachfelder sind mit Bibelworten und floraler Ornamentik versehen.

## Orgel
Die heutige Orgel wurde durch Friedrich Wilhelm Wäldner aus Halle geschaffen. Das mechanische Instrument verfügt über neun Register auf einem Manual und Pedal. Zwei Keilbälge stehen über der Orgel.

## Glocken
Das derzeitige Geläut von St. Stephanus besteht aus zwei Glocken, die nach dem Ersten Weltkrieg vom Bochumer Verein für Gussstahlfabrikation in UMS-Rippe gegossen wurden. Die Glocken läuten an geraden Holzjochen in der Tonfolge a′ – c″.